# سردنی سایدیس
سردنی سایدیس (به لاتین: Sredny Saydys) یک منطقهٔ مسکونی در روسیه است که در جمهوری آلتای واقع شده‌است.